# Pontedeume
Pontedeume (fino al 1984 e in spagnolo Puentedeume) è un comune spagnolo di 8 324 abitanti situato nella comunità autonoma della Galizia.
Si trova nell'area del Golfo Ártabro, sulla ría de Ares nel punto in cui vi sfocia il fiume Eume.
Il ponte che dà il nome alla città, fatto costruire da Fernán Pérez de Andrade nel 1380, fu il viadotto più importante della Galizia e il più largo di tutta la Spagna fino all'epoca moderna.
Il ponte scavalcava l'estuario dell'Eume con 79 archi per una lunghezza di 800 metri, ridotti oggi, dopo molti rimaneggiamenti, a 15.
Reca tracce di stanziamenti precedenti alla conquista romana e di insediamenti romani di epoca imperiale.
La località si trova sul tracciato storico del Cammino Inglese verso Santiago di Compostela.

## Galleria d'immagini

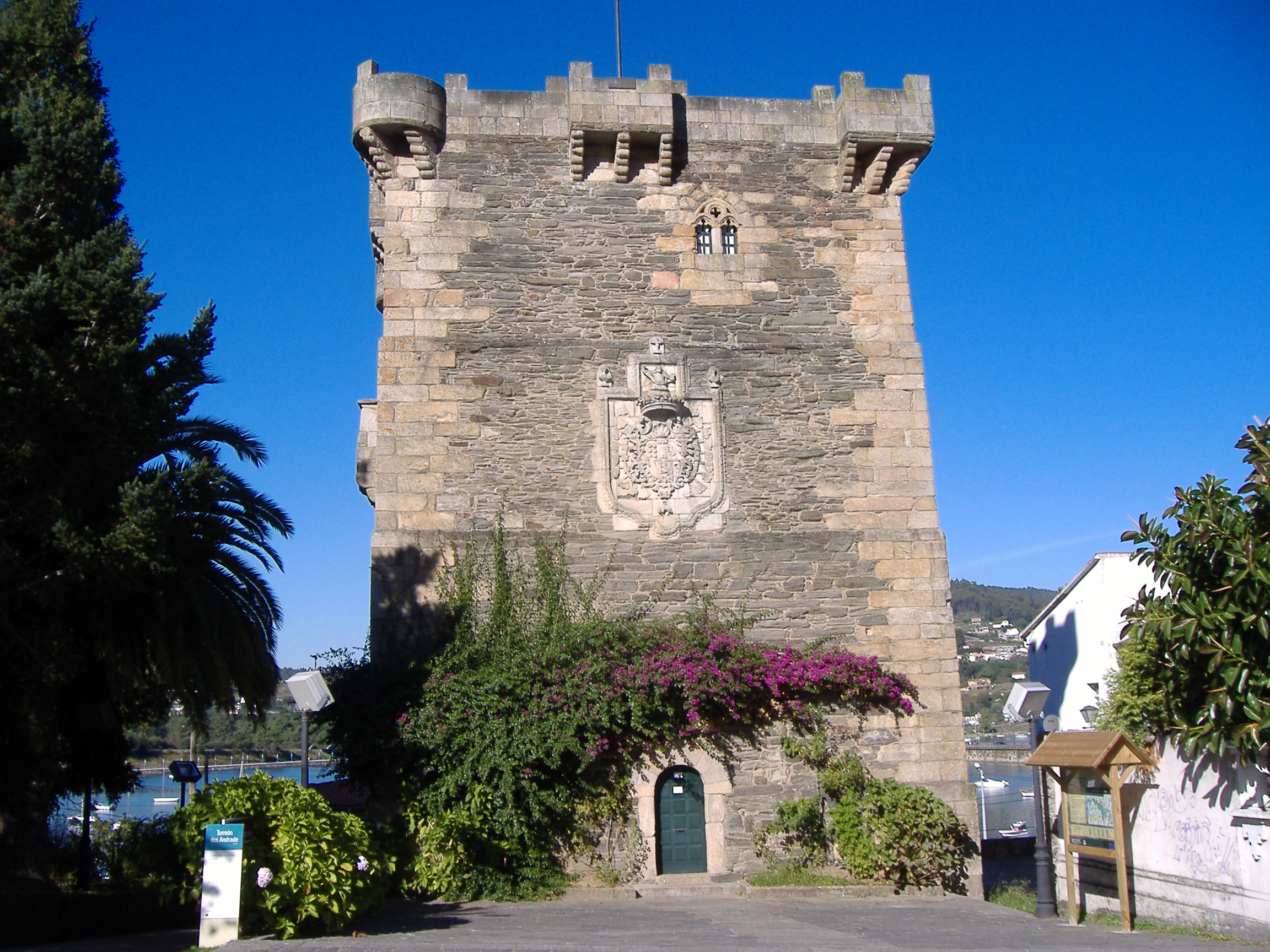
la Torre dei conti di Andrade (feudatari della città dal XIV al XVI sec.)
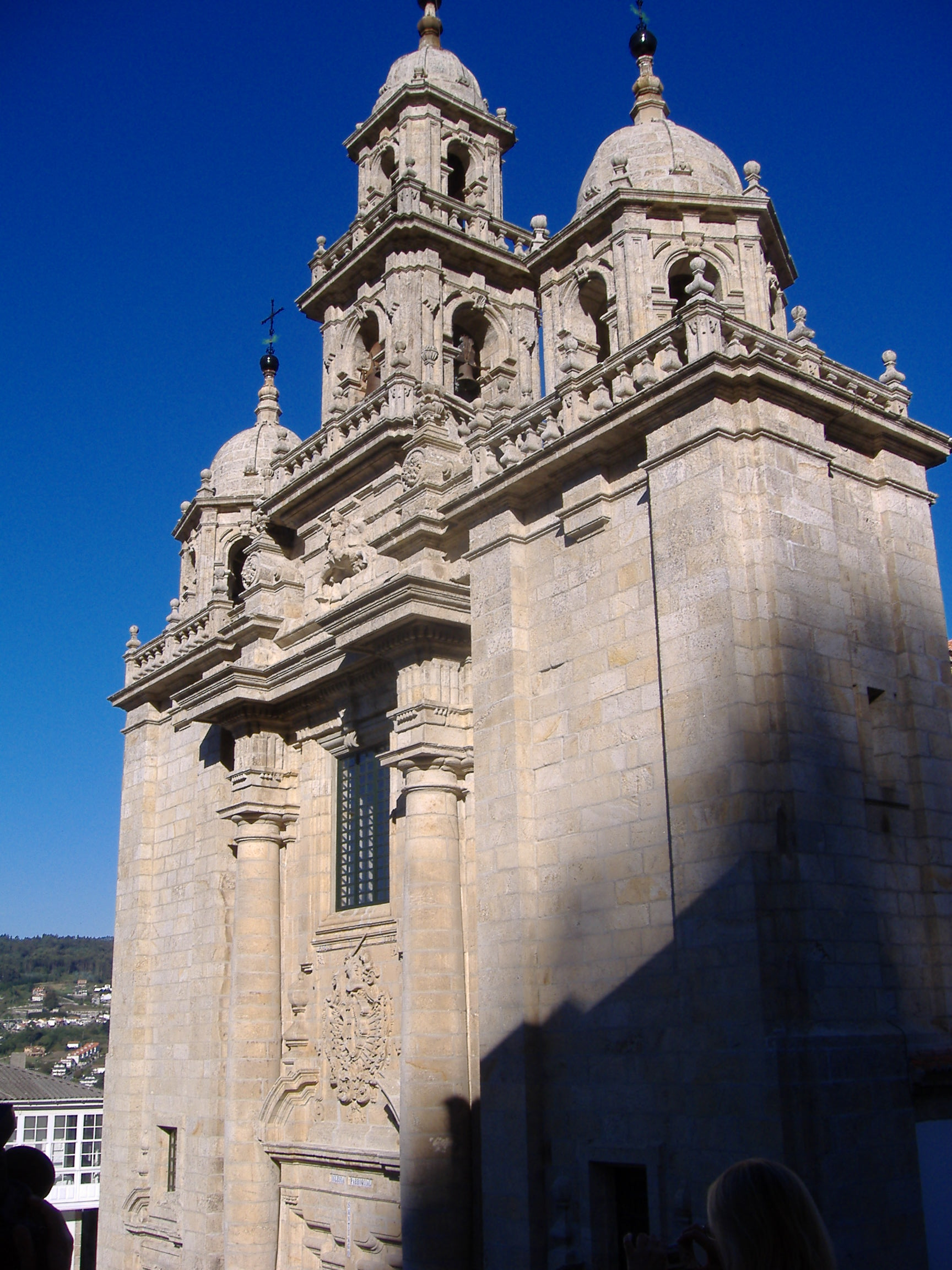
la chiesa di Santiago (XVI sec.)